# Víctor Jara
Víctor Lidio Jara Martínez (Chillán, 23 september 1932 - Santiago, 16 september 1973) was een Chileens volkszanger, theaterregisseur en activist. Hij werd door militairen vermoord tijdens de militaire staatsgreep van 1973.

## Biografie
Víctor Jara werd geboren in een kleine stad, maar zijn dichterstalent zorgde er al gauw voor dat hij in heel Chili bekend werd. Met zijn liederen bekritiseerde hij de Chileense bourgeoisie en verzette hij zich tegen de Vietnamoorlog. Maar hij zong bijvoorbeeld ook over de liefde. Het was vooral zijn vermogen om het volk direct aan te spreken dat hem zo populair maakte. Jara werd in 1957 lid van de folkloristische groep Cuncumén. Vanaf 1966 werkte hij een aantal jaren samen met de muziekgroep Quilapayún.
Hij ontmoette Violeta Parra, die de basis legde voor La Nueva Canción Chilena (Nederlands: Het nieuwe Chileense lied), dat is geworteld in de Chileense volksmuziek. 
La Nueva Canción Chilena werd in de jaren 60 en vroege jaren 70 de muzikale stem van de sociaal-politieke beweging in Chili, die zijn invloed kreeg tot ver buiten Chili. Andere vertegenwoordigers van deze muziekstroming zijn Ángel Parra, zijn zuster  Isabel Parra, Patricio Manns, Rolando Alarcón en de muziekgroepen Quilapayún en Inti-Illimani.
Jara was lid van de Communistische Partij van Chili (Partido Comunista de Chile) en een van de belangrijkste aanhangers van het Volksfront (Chili) (Unidad Popular) en van president Salvador Allende. Op 11 september 1973 werd hij tijdens de militaire staatsgreep opgepakt en samen met duizenden anderen vastgezet in het stadion van Santiago. Daar werd hij al gauw herkend en vervolgens gemarteld. Daarna werd hij naar het Nationale Stadion overgebracht. Zijn stoffelijk overschot werd op 16 september gevonden. Zijn lichaam was doorboord met meer dan dertig kogels en zijn handen waren verbrijzeld. Voor zijn dood schreef hij in het stadion zijn laatste lied tegen het fascisme en de dictatuur.

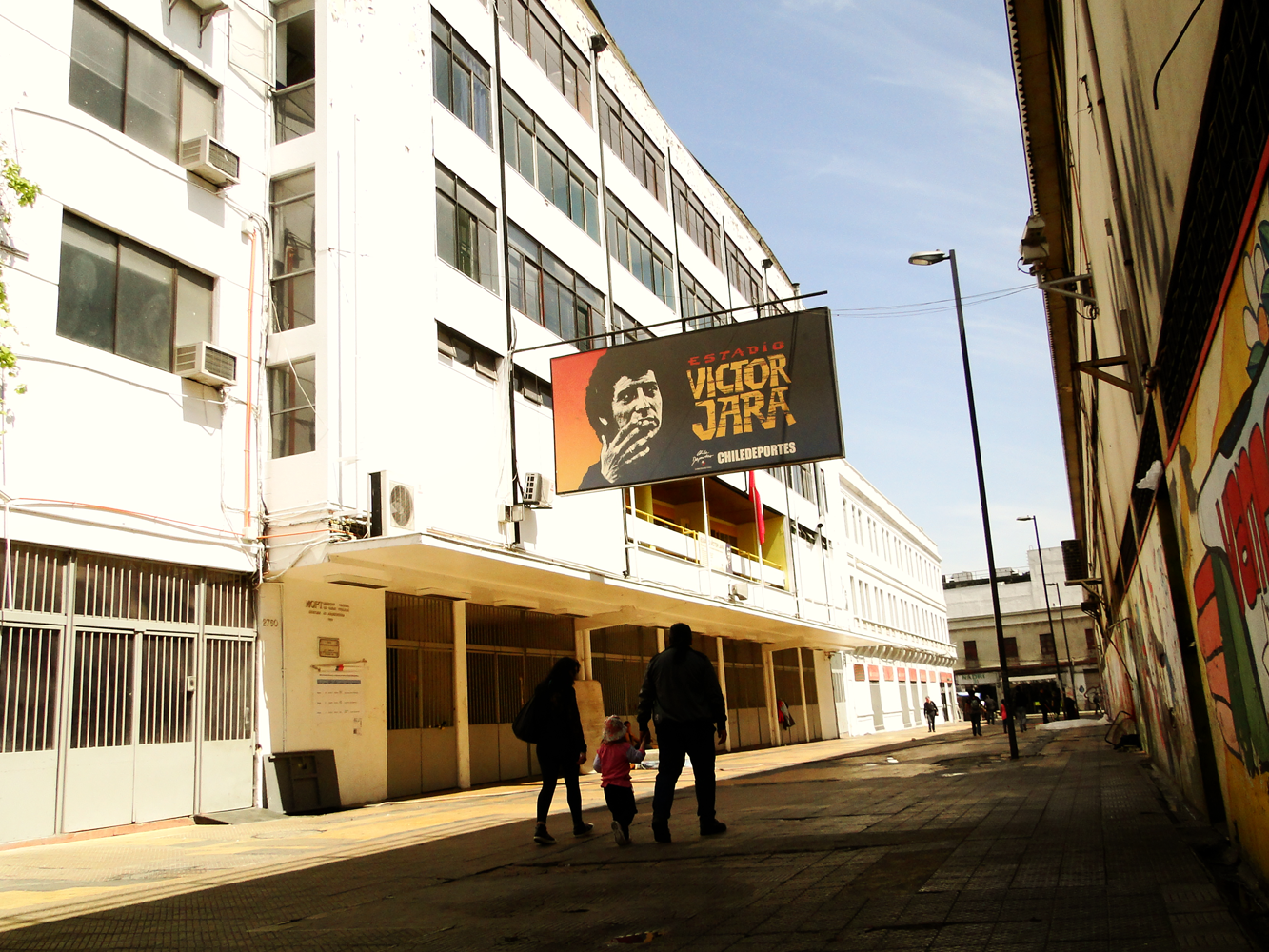
Het stadion Estadio Víctor Jara

Sinds 2004 kan in Chili weer openlijk over Víctor Jara gesproken worden. Het Chili Stadion waarin hij werd vastgezet, is nu naar hem vernoemd. Victor Jara is inmiddels wereldberoemd. 

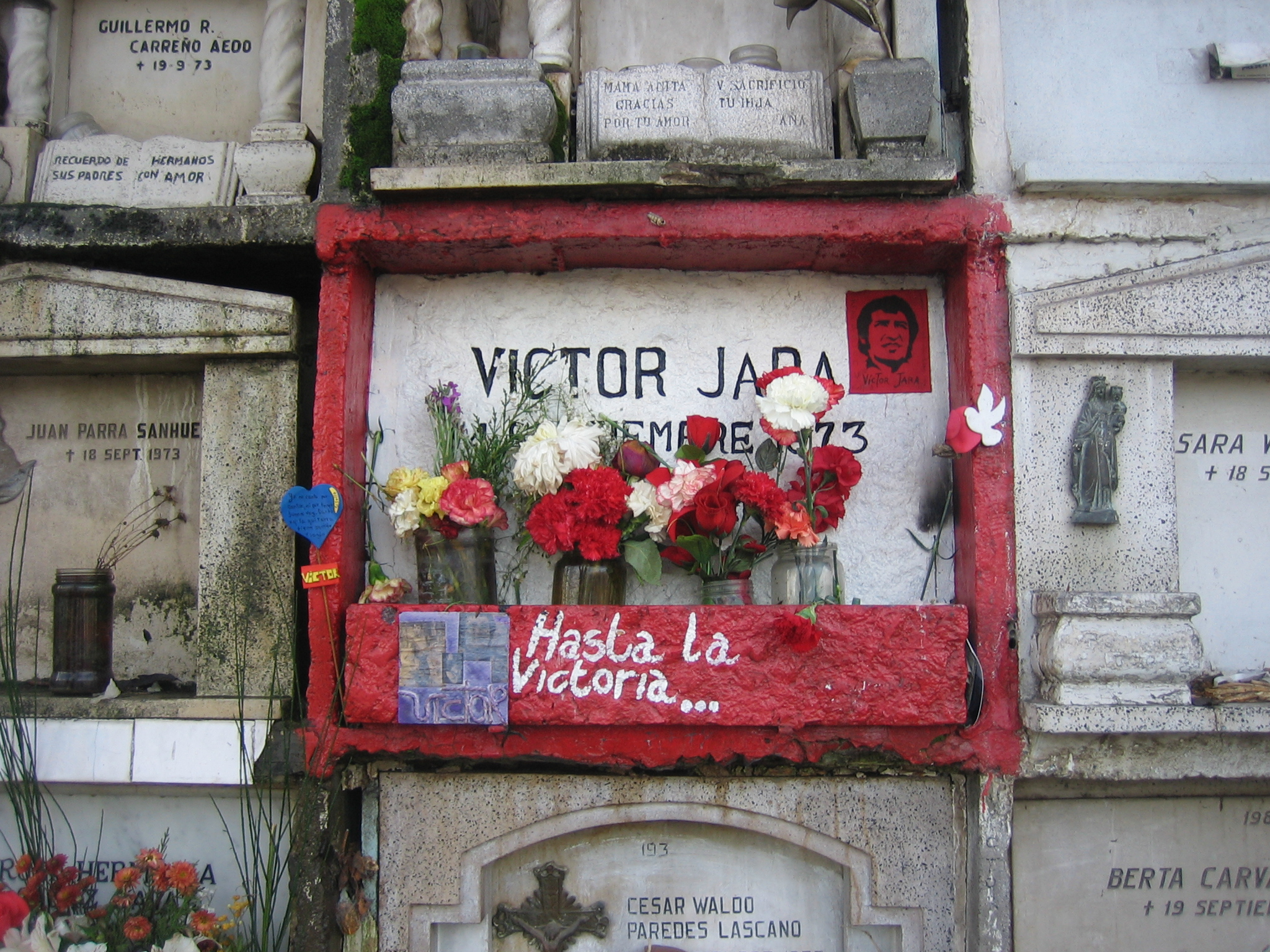
Het graf van Victor Jara op de begraafplaats van Santiago

In juni 2009 werden op de Algemene Begraafplaats van Santiago de resten opgegraven van Jara in verband met een nieuw onderzoek naar de moord. Uit dit onderzoek bleek dat Jara geleden had onder zware foltering en neergeschoten was met ruim dertig kogels. Op 5 december 2009 werd Jara herbegraven. Duizenden Chilenen, waaronder de president van Chili, Michelle Bachelet, begeleidden hem naar het kerkhof.

## Eerbetoon en covers
Actrice Emma Thompson loopt al jaren met het plan rond om een speelfilm over zijn leven te draaien met Antonio Banderas in de hoofdrol.
Zijn echtgenote Joan Jara schreef in 1983 een boek over het leven met Jara: "Victor, an unfinished song" (Nederlands: “Victor Jara, een onvoltooid lied”).
In 1977 bracht Inti-Illimani het album 'Chile Resistencia' uit met daarop de door Victor Jara geschreven nummers 'Luchin' en 'A Luis Emilio Recabarren'.
In 1977 vertaalde de Nederlandse zanger Cornelis Vreeswijk 11 songs van Jara, waaronder 'El Arado' (De ploeg), 'Te Recuerdo Amanda' (Ik zie Amanda), 'Manifesto' (Manifest) en 'El Cigarrito' (Het peukenlied). Deze zijn te horen op Vreeswijks in 1978 uitgebrachte album: 'Het recht om in vrede te leven'. De titel van het album is de letterlijke vertaling van de titel van Victor Jara's lied 'El derecho de vivir en paz', de Nederlandse versie heet 'Woorden om een levensweg'.
In 1980 bracht The Clash het album Sandinista uit met daarop het nummer Washington bullets met hierin een verwijzing naar Victor Jara.
In 1987 bracht U2 het album The Joshua Tree uit met daarop in het nummer One Tree Hill een verwijzing naar Víctor Jara.
In 1989 bracht de Schotse groep Simple Minds het album 'Street Fighting Years' uit, waarbij het titelnummer opgedragen werd aan Víctor Jara.
In 2004 bracht de Duitse metal band Heaven Shall Burn, op het album 'Antigone', een ode aan Jara in het lied 'The weapon they fear'. Daarbij verwijst het 'wapen' naar Jara en zijn muziek.
In 2008 bracht de Amerikaanse band Calexico, op het album 'Carried to Dust', een ode aan Jara in het lied 'Victor Jara's hands': Fences that fail and fall to the ground / Bearing the fruit from Jara's hands. In datzelfde jaar werd hij tijdens het Chileense televisieprogramma Grandes Chilenos de Nuestra Historia verkozen als vierde "grootste Chileen".
In 1981 bracht de Nederlandse gitarist Harry Sacksioni een eerbetoon met het nummer “omdat Victor Jara zong”.

## Discografie
- Víctor Jara [Canto a lo humano] (1966)
- Canciones folklóricas de América (1967)
- Víctor Jara [Odeon] (1967)
- Pongo en tus manos abiertas (1969)
- Canto libre (1970)
- El derecho de vivir en paz (1971)
- La población (1972)
- Canto por travesura (1973)
- Manifiesto (1974)
- El Recital (1983)
- Víctor Jara en México, WEA International (1996)
- Habla y Canta en la Habana Cuba, WEA International (2001)
- En Vivo en el Aula Magna de la Universidad de Valparaíso, WEA International (2003)
- Te recuerdo Amanda, Fonomusic (1974)
- Presente, (1975)
- Vientos del Pueblo, Monitor (1976)
- Canto Libre, Monitor (1977)
- An Unfinished Song, Redwood Records (1984)
- Todo Víctor Jara, EMI (1992)
- 20 Años Despues, Fonomusic (1992)
- Deja la Vida Volar (Lass das leben fliegen) (1996)
- Víctor Jara presente, colección “Haciendo Historia”, Odeon (1997)
- Te Recuerdo, Víctor, Fonomusic (2000)
- Antología Musical, WEA Warner (2001) 2CDs
- 1959-1969 – Víctor Jara, EMI Odeon (2001) 2CDs
- Latin Essential: Victor Jara, (WEA) 2CDs (2003)
- Collección Victor Jara – Warner Bros. (2004) (8CD Box)
- Victor Jara. Serie de Oro. Grandes Exitos, EMI (2005)